# Подгорная (Удмуртия)
Подго́рная — деревня в Мельниковском сельском поселении Можгинского района Удмуртии.

## История
В 1964 г. Указом Президиума ВС РСФСР деревня Кваштырь переименована в Подгорная.

## Население
| 2008 | 2010 | 2012 |
| ---- | ---- | ---- |
| 87   | ↘71  | ↘66  |